# Chimarra monticola
Chimarra monticola là một loài Trichoptera trong họ Philopotamidae. Chúng phân bố ở miền Australasia.